# Bīāvand
Bīāvand (persiska: بیاوند) är en ort i Iran.   Den ligger i provinsen Khorasan, i den nordöstra delen av landet, 800 km öster om huvudstaden Teheran. Bīāvand ligger 1 293 meter över havet och antalet invånare är 137.
Terrängen runt Bīāvand är huvudsakligen kuperad, men norrut är den platt.Runt Bīāvand är det ganska glesbefolkat, med 42 invånare per kvadratkilometer. Närmaste större samhälle är Sefīd Sang, 19,8 km söder om Bīāvand. Omgivningarna runt Bīāvand är i huvudsak ett öppet busklandskap.